# De Excidio et Conquestu Britanniae
De Excidio et Conquestu Britanniae és un sermó escrit al segle VI per Gildas de Rhuys que conté referències als afers del passat recent i contemporani a l'autor i que constitueix un dels documents historiogràfics més rellevants sobre Gran Bretanya de la primera edat mitjana. El seu propòsit, doctrinal i no documentalista, fa que seleccioni els fets que narra i adopti un punt de vista subjectiu en la seva relació.
L'obra es divideix en tres parts. La primera explica la conquesta de Britànnia per part dels romans. És cèlebre per incloure les mencions més antigues conegudes a Ambrosi Aurelià i la batalla del Mont Badon, dos elements que serien claus en el llinatge de la Matèria de Bretanya. La segona part compara els reis britànics a feres aparegudes a l'Antic Testament i esmenta els seus pecats perquè serveixin de contraexemple per a l'auditori. La tercera part continua lamentant que el pecat s'ha estès entre la gent comuna i entre el clergat i insta a una reforma dels costums.